# M85 (galaxie)
Pour les articles homonymes, voir M85.

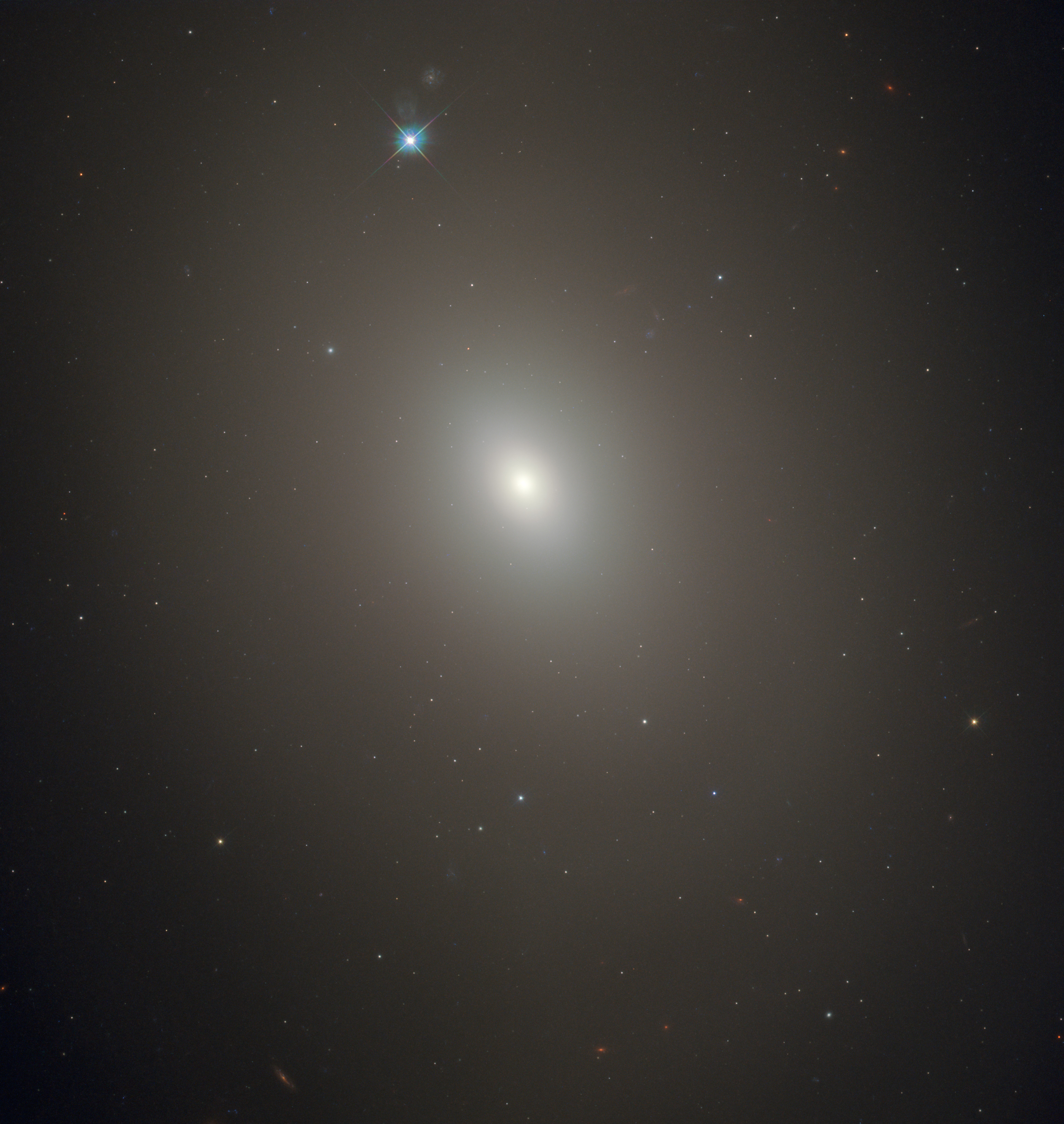
M85 par le télescope spatial Hubble.

M85 (NGC 4382) est galaxie lenticulaire relativement rapprochée et située dans la constellation de la Chevelure de Bérénice. M85 a été découverte par l'astronome français Pierre Méchain en 1781. Charles Messier a observé la même galaxie le 18 mars 1781 et il l'a inscrite à son catalogue comme M85.

## Caractéristiques

### Distance
Sa vitesse par rapport au fond diffus cosmologique est de 1 047 ± 22 km/s, ce qui correspond à une distance de Hubble de 15,44 ± 1,13 Mpc (∼50,4 millions d'al).
À ce jour, 26 mesures non basées sur le décalage vers le rouge (redshift) donnent une distance de 15,218 ± 5,332 Mpc (∼49,6 millions d'al), ce qui est à l'intérieur des valeurs de la distance de Hubble. Cependant, cette galaxie, comme plusieurs de l'amas de la Vierge, est relativement rapprochée du Groupe local et on obtient souvent une distance de Hubble très différente en raison de leur mouvement propre dans le groupe où l'amas où elles sont situées. Notons que c'est avec la valeur moyenne des mesures indépendantes, lorsqu'elles existent, que la base de données NASA/IPAC calcule le diamètre d'une galaxie.

### Région HI
M85 est très pauvre en hydrogène neutre (région HI) et elle est dotée d'une structure externe très complexe présentant des coquilles et des ondulations que l' on croit provenir de la fusion avec une autre galaxie qui se serait produite il y a de 4 à 7 milliards d'années. Il existe aussi une population stellaire relativement jeune (moins de 3 milliards d'années) dans la région plus centrale, dont une partie forme un anneau qui peut avoir été créée par un sursaut d'étoiles tardif.

## Paire de galaxies
Selon E.L. Turner, les galaxies NGC 4382 (M85) et NGC 4394 forment une paire de galaxies rapprochées. La distance de Hubble de NGC 4394 est égale à (17,800 ± 3,127 pc, soit une distance semblable à NGC 4382. Il est donc vraisemblable que ces deux galaxies forment une paire réelle.

## Trou noir central
Des méthodes indirectes impliquent que Messier 85 devrait contenir un trou noir supermassif central d'environ 100 millions de masses solaires, les observations de la dispersion des vitesses montrent que la galaxie pourrait ne pas avoir de trou noir massif central.

## Interaction gravitationnelle
M85 interagit avec la galaxie spirale voisine NGC 4394 et une petite galaxie elliptique appelée MCG 3-32-38,.

## Amas globulaires
Selon une étude publiée en 2008 et basée sur les observations réalisées avec le télescope spatial Hubble, le nombre d'amas globulaires dans NGC 4382 (VCC 798 (Virgo Cluster Catalog) dans l'article) est estimé à (1 110 ± 181).

## Supernova
La supernova SN 1960R a été découverte dans M85 le 20 décembre 1960 par l'astronome italien Leonida Rosino et par H. S. Gates (observatoire Palomar). Cette supernova était de type Ia.
Une autre supernova a été découverte dans cette galaxie le 25 juin 2020 par ATLAS le système d'alerte ultime d'impact météoritique avec la terre (Asteroid Terrestrial-impact Last Alert System). Cette supernova a été désignée par SN 2020nlb. Cette supernova était de type Ia.
La première nova rouge lumineuse a été découverte dans M85 le 7 janvier 2006,,.

## Groupes de M49, de M60 et l'amas de la Vierge
Selon A.M. Garcia, M85 (NGC 4382 dans l'article) est une des nombreuses galaxies du groupe de M49 (127 au total), qu'il a décrit dans un article publié en 1993. On retrouve dans cette liste 63 galaxies du New General Catalogue dont NGC 4382 (M85), NGC 4472 (M49), NGC 4649 (M60) ainsi que 20 galaxies de l'Index Catalogue.
D'autre part, M85 (NGC 4382 dans l'article) apparait aussi dans une liste de 227 galaxies d'un article publié par Abraham Mahtessian en 1998. Cette liste comporte plus de 200 galaxies du New General Catalogue et une quinzaine de galaxies de l'Index Catalogue. On retrouve dans cette liste dix autres galaxies du Catalogue de Messier, soit M49, M58, M60, M61, M85, M87, M88, M91, M99 et M100.
Toutes les galaxies de la liste de Mahtessian ne constituent pas réellement un groupe de galaxies. Ce sont plutôt plusieurs groupes de galaxies qui font tous partie d'un amas galactique, l'amas de la Chevelure de Bérénice. Pour éviter la confusion avec l'amas de la Chevelure de Bérénice, on peut donner le nom de groupe de M60 à cet ensemble de galaxies, car c'est l'une des plus brillantes de la liste. L'amas de la Chevelure de Bérénice est en effet beaucoup plus vaste et compterait environ 1 300 galaxies, et possiblement plus de 2 000, situées au cœur du superamas de la Chevelure de Bérénice, dont fait partie le Groupe local,.
De nombreuses galaxies de la liste de Mahtessian se retrouvent dans onze groupes décrits dans l'article d'A.M. Garcia, soit le groupe de NGC 4123 (7 galaxies), le groupe de NGC 4261 (13 galaxies), le groupe de NGC 4235 (29 galaxies), le groupe de M88 (13 galaxies, M88 = NGC 4501), le groupe de NGC 4461 (9 galaxies), le groupe de M61 (32 galaxies, M61 = NGC 4303), le groupe de NGC 4442 (13 galaxies), le groupe de M87 (96 galaxies, M87 = NGC 4486), le groupe de M49 (127 galaxies, M49 = NGC 4472), le groupe de NGC 4535 (14 galaxies) et le groupe de NGC 4753 (15 galaxies). Ces onze groupes font partie de l'amas de la Vierge et ils renferment 396 galaxies. Certaines galaxies de la liste de Mahtessian ne figurent cependant dans aucun des groupes de Garcia et vice versa.